# Gortyna borelii
Gortyna borelii är en fjärilsart som beskrevs av Pierret 1837. Gortyna borelii ingår i släktet Gortyna och familjen nattflyn. Inga underarter finns listade i Catalogue of Life.